# Tetragona
Tetragona (as abelhas borá) é um gênero de abelha sem ferrão presente do México até toda a América do sul em sua parte tropical e subtropical. O gênero é caracterizado por área genal aveludada, esporão mesotibial presente e triângulo glabro propodeal. Em termos de estrutura física, são muito parecidas com as abelhas do gênero Frieseomelitta, Scaura e Tetragonisca. Existem por volta de 500 espécies de abelhas sem ferrão no mundo catalogadas em diversos gêneros diferentes. Muitas espécies ainda não foram descobertas e outras estão passando por revisões para reenquadrá-las como novas espécies ou pertencentes a outros gêneros.
Em trabalho publicado em março de 2022, o pesquisador David Silva Nogueira e colaboradores revisaram o que era considerada a espécie Tetragona clavipes e descobriram, na verdade, que se tratavam de 3 espécies distintas, ou seja, além da própria, existe duas novas espécies descobertas: a Tetragona mourei e a Tetragona korotaii , e mais dois sinônimos: Tetragona elongata e Tetragona dissecta.
Existem até o momento 14 espécies de Tetragona catalogadas, são elas:
| Gênero    | Espécie                  | Nome popular (se tiver)                                       |
| Tetragona | Tetragona beebei         | Tetragona beebei                                              |
| Tetragona | Tetragona clavipes       | borá, vorá, vamos-embora, voraz, i-kàikà                      |
| Tetragona | Tetragona dorsalis       | borá-bico-de-vidro, tôtn-my, tôtn-my're                       |
| Tetragona | Tetragona essequiboensis | Tetragona essequiboensis                                      |
| Tetragona | Tetragona goettei        | mehr-xi-we'i, tataíra-pequena, shawa-puiki-buná, borá amarela |
| Tetragona | Tetragona handlirschii   | Tetragona handlirschii                                        |
| Tetragona | Tetragona kaieteurensis  | Tetragona kaieteurensis                                       |
| Tetragona | Tetragona mourei         | Tetragona mourei                                              |
| Tetragona | Tetragona quadrangula    | borá, borá-de-chão, vorá, menire-udja                         |
| Tetragona | Tetragona truncata       | borá de canudo, pito de macaco                                |
| Tetragona | Tetragona mayarum        | Tetragona mayarum                                             |
| Tetragona | Tetragona korotaii       | Tetragona korotaii                                            |
| Tetragona | Tetragona perangulata    | Tetragona perangulata                                         |
| Tetragona | Tetragona ziegleri       | Tetragona ziegleri                                            |